# Poecilocryptus nigripectus
Poecilocryptus nigripectus là một loài tò vò trong họ Ichneumonidae.